# Arfakbergen
Arfakbergen eller Pegunungan Arfak är en bergskedja på ön Nya Guinea i Indonesien. Den ligger på Fågelhuvudhalvön i provinsen Papua Barat, i den östra delen av landet, 3100 km öster om huvudstaden Jakarta.